# Seif Teka
Seif Teka, né le 10 avril 1991 à Tunis, est un footballeur tunisien évoluant au poste de défenseur central à Wadi Degla.

## Biographie
Seif Teka commence sa carrière professionnelle lors de la saison 2011-2012 avec l'Union sportive monastirienne.
En 2012, il est transféré au Club africain. Après six saisons avec ce club, il intègre l'effectif du RC Lens peu après le début de la Ligue 2 en 2018.

## Palmarès
- Championnat de Tunisie (1) : 2015
- Coupe de Tunisie (2) : 2017, 2018
- Coupe de la Ligue égyptienne (1) : 2023